# Martina Feusi
Martina Feusi (ur. 17 czerwca 1974 w Zurychu) – szwajcarska lekkoatletka i bobsleistka.

## Kariera lekkoatletyczna
Mistrzyni Szwajcarii na 100 metrów z 2000, 2002, 2003 i 2004 oraz na 200 m z 2003 i 2004, wicemistrzyni na 100 i 200 m z 1997 oraz na 100 m z 2005 roku, a także brązowa medalistka mistrzostw kraju na 100 m z 1998 roku. Halowa mistrzyni Szwajcarii na 60 m z lat 1996, 2002, 2003 i 2004, wicemistrzyni na 60 m z 1998 i 2000 roku oraz brązowa medalistka halowych mistrzostw kraju na 60 m z 1997 i 1999 roku. Reprezentantka klubu LC Zurych.

## Kariera bobslejowa
W grudniu 2004 na treningu w Cortina d’Ampezzo uległa wypadkowi, w wyniku którego doznała złamania kręgosłupa, jednakże w listopadzie 2005 wróciła do startów. W 2006 wystąpiła na igrzyskach olimpijskich w zawodach dwójek, w których w parze z Mayą Bamert zajęła 8. miejsce.

## Rekordy życiowe
Na podstawie:
- bieg na 50 metrów (hala) – 6,26 s (Sankt Gallen, 27 stycznia 2002), rekord Szwajcarii[17]
- bieg na 60 metrów (hala) – 7,32 s (Karlsruhe, 15 lutego 2004)
- bieg na 100 metrów – 11,36 s (Zurych, 16 sierpnia 2002)
- bieg na 200 metrów – 23,79 s (Meilen, 10 sierpnia 2003)